# Plush
Plush est une chanson du groupe de rock originaire de San Diego Stone Temple Pilots. C'est l'un des plus grands hit du groupe, composé et écrit par le chanteur Scott Weiland, le batteur Eric Kretz et le bassiste Robert DeLeo pour son premier album, Core sorti en 1992.
Plush est une chanson aux influences hard rock, issu d'un album au son à la fois électrique et acoustique. En 1993, Stone Temple Pilots remporte le Grammy Award de la « meilleure performance hard rock » pour Plush.
Le morceau figure par ailleurs dans la liste des titres radio du jeu Grand Theft Auto: San Andreas, sur la station Radio X.